# Cat Quest III
Cat Quest III (também intitulado como Cat Quest: Pirates of the Purribean) é um RPG de ação de 2024 desenvolvido pela The Gentlebros e publicado pela Kepler Interactive. A terceira entrada da série Cat Quest, foi lançada em 8 de agosto de 2024, para Microsoft Windows, Xbox One, Xbox Series X/S, Nintendo Switch, PlayStation 4 e PlayStation 5.

## Jogabilidade
Cat Quest III é um RPG de ação. Os jogadores controlam um gato em uma jornada para encontrar a "Estrela do Norte", um tesouro capaz de realizar os desejos de quem o possui. Ao longo do caminho, o gato deve lutar contra outros grupos de piratas que buscam esse artefato. O personagem do jogador pode atacar corpo a corpo com espadas e outras armas, ou atacar à distância com armas e varinhas mágicas. Feitiços também podem ser aprendidos e lançados para atacar inimigos e podem afligi-los com vários efeitos. Os jogadores exploram um mapa-múndi composto por várias ilhas, onde podem viajar a pé ou através do oceano em um navio. As ilhas contêm masmorras onde o gato pode lutar contra inimigos e obter equipamentos úteis. Cruzar o oceano permite o combate com navios piratas, que o jogador luta usando canhões.  Além da missão principal, os jogadores podem completar missões secundárias para ganhar recompensas. O jogo tem um modo multijogador cooperativo local.

## Recepção
De acordo com o site de agregador de críticas, Metacritic, Cat Quest III recebeu "críticas geralmente favoráveis". A Nintendo Life chamou Cat Quest III de um dos melhores jogos indie de 2024 e elogiou seus visuais, missões e combate. No entanto, o revisor sentiu que o jogo parecia familiar para outros jogos do gênero RPG de ação. Shacknews gostou da escrita, apreciando a inclusão de trocadilhos, e gostou especialmente dos chefes. O Nintendo World Report gostou da exploração e achou o jogo "deliciosamente engraçado", mas achou que era muito curto.

A Academia de Artes e Ciências Interativas nomeou Cat Quest III para "Jogo Familiar do Ano" no 28º Annual D.I.C.E. Awards.

## Ligações Externas
- Site oficial do jogo
- Cat Quest III no MobyGames
- Cat Quest III. no IMDb.